# برنديسية جذعية الأزهار
برنديسية جذعية الأزهار (الاسم العلمي: Brandisia cauliflora) هي نوع من النباتات تتبع جنس البرنديسية من فصيلة البولفينية.